# Lieja-Bastoña-Lieja 1946
La Lieja-Bastogne-Lieja 1946 fue la 32.ª edición de la clásica ciclista Lieja-Bastoña-Lieja. La carrera se disputó el domingo 5 de mayo de 1946, sobre un recorrido de 205 km. El vencedor final fue el belga Prosper Depredomme (Garin-Wolber) que se impuso al sprint a sus compatriotas Albert Hendrickx y Triphon Verstraeten, segundo y tercero respectivamente. 

## Clasificación final
| Posición | Ciclista            | Equipo         | Tiempo   |
| -------- | ------------------- | -------------- | -------- |
| 1        | Prosper Depredomme  | Garin-Wolber   | 6h02'50" |
| 2        | Albert Hendrickx    | -              | s.t.     |
| 3        | Triphon Verstraeten | -              | s.t.     |
| 4        | Joseph Somers       | Cilo           | s.t.     |
| 5        | Emile Carrara       | Alcyon-Dunlop  | s.t.     |
| 6        | Edward Van Dyck     | Cycles Roberty | a 1'35"  |
| 7        | Joseph Claessen     | -              | s.t.     |
| 8        | Marcel Boumon       | -              | s.t.     |
| 9        | Eugene Kiewit       | -              | s.t.     |
| 10       | René Beyens         | -              | s.t.     |